# Ostatnie słowo to nie są litery
Ostatnie słowo to nie są litery – list otwarty Cypriana Kamila Norwida z 1851 do redakcji Gońca Polskiego Władysława Bentkowskiego.

## O tekście
Ostatnie słowo to nie są litery stanowi dopowiedzenie do wysłanego trzy dni wcześniej tekstu Do Ogników błędnych na cmentarzu. Norwid przesłał Ostatnie słowo Bentkowskiemu 7 marca, opatrując tekst uwagąː Dla waszej nauki nekrolog ten – czy jesteście usprawiedliwieni? – oj, źle i z wami. Bentkowski nie wydrukował już tej drugiej odpowiedzi. Nie zareagował również na protest Emiliana Pola, potępiającego trywialną wzmiankę Chotomskiego i ubliżające powadze pisma postępowanie redakcji. Zezwolił nɑtomiast Chotomskiemu na dalsze złośliwości pod adresem Norwida w numerze Gońca z 1 kwietnia. Ostatnie litery wydał po raz pierwszy Bolesław Erzepki w V numerze Zdroju w 1918.
Tytuł jest powtórzeniem ostatniego wersu wiersza Do Moskali-Słowian opublikowanego w Gońcu Polskim 21 lutego 1851. Mottoː Aby było w Panu ufanie twoje, oznajmujęć to dziś, a ty tak czyń zostało wzięte z Księgi Przysłów 22, 19 w tłumaczeniu Biblii gdańskiej.

## Treść
Autor zaświadcza, że C.K.N. pisał w dziennikach polskich od dziesięciu lat. Jest to więcej niż poemat w książce wydać. Wychodziła nawet gazeta Skimborowicza pod jego dewizą w okolicznościach, w których jasno się wyrażać było niebezpiecznie. U publiczności polskiej zasłużył sobie na uznanie za kilka dramatów znanych Zaleskiemu, Słowackiemu czy Krasińskiemu, z których niektóre zaginęły, inne gdzieś spoczywają, a jeszcze inne po kilku latach ukazały się. Z przypowieści Zbawiciela o starcu ślepym od urodzenia wynika, że nie drwi on z ciemności przyrodzonych, ale współczuje i leczy. Kiedy C.K.N. dostrzegł ciemne miejsca u korespondenta Czasu, wycięte fragmenty przesłał redakcji, ubolewał, udzielił rad. Nie drwił, a redakcję poprosił, by podano jego imię, aby za to sprostowanie odpowiadał. Tak wygląda czyn ze słowa. 